# دریاچه چورت

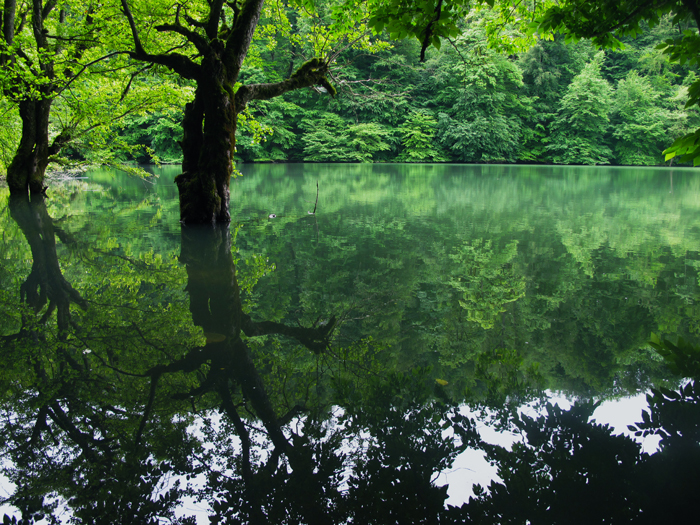
دریاچه چورت ساری.

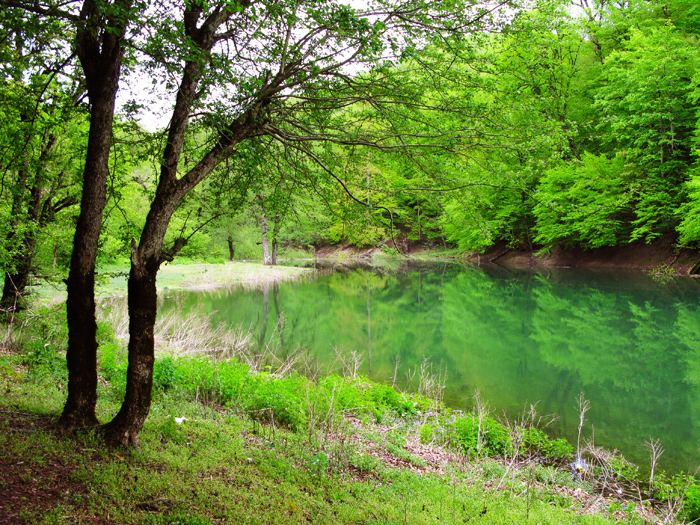
دریاچه چورت ساری.

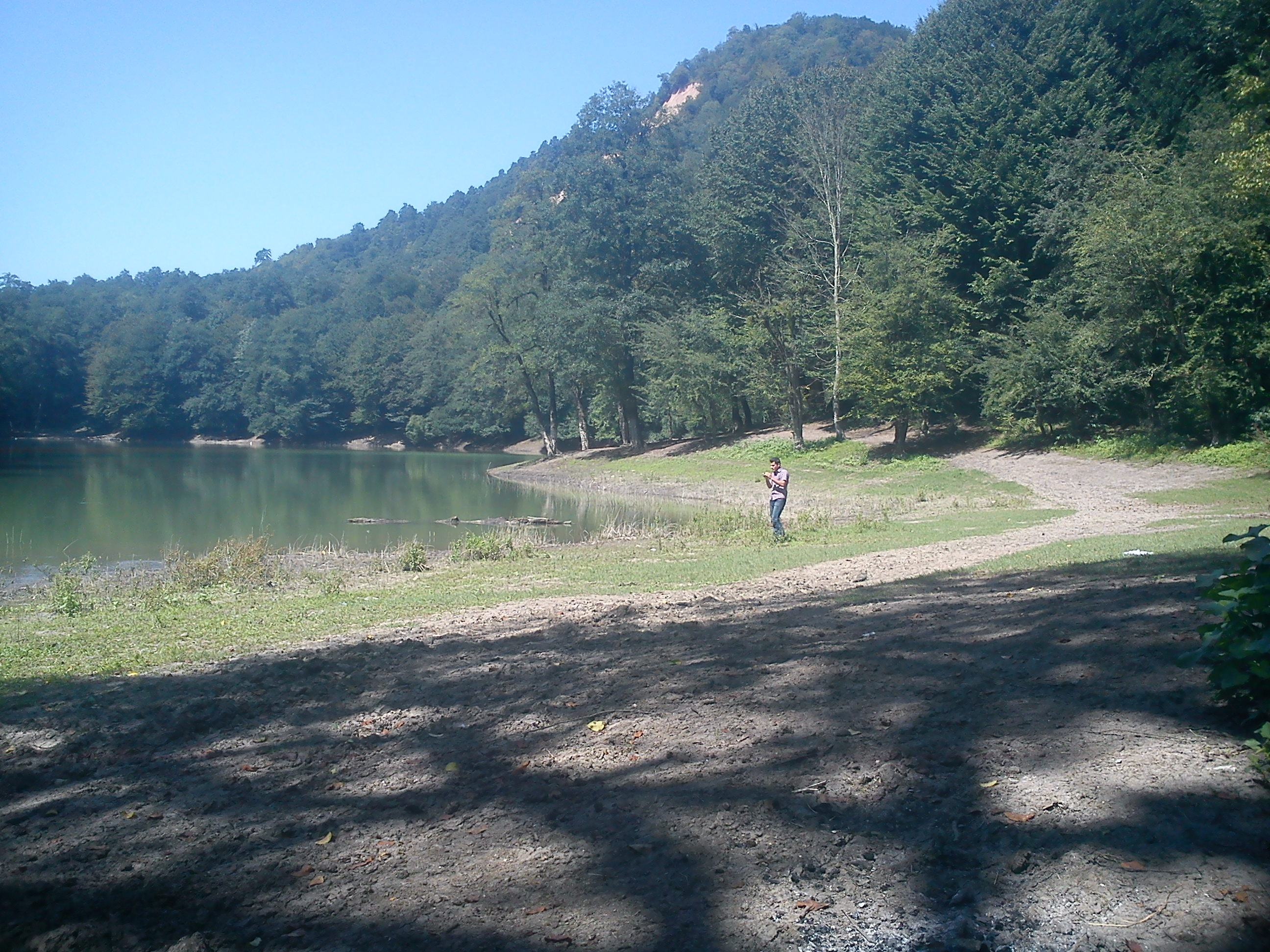
دریاچهٔ چورت ساری در فصل کم‌آبی (مرداد ۱۳۹۲)

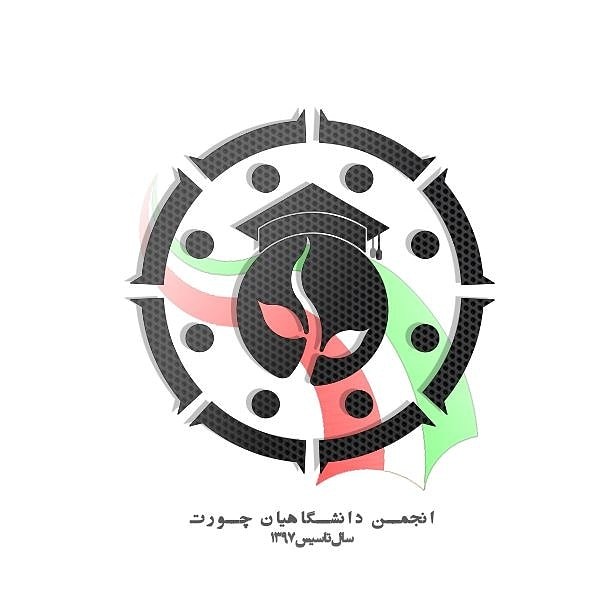
انجمن دانشگاهیان چورت

دریاچه چورت ساری یا دریاچهٔ میانشه ساری (خواهرخواندهٔ دریای خزر) در فاصلهٔ ۱۰ کیلومتری روستای چورت حد فاصل ساری تا کیاسر در استان مازندران قرار دارد. این دریاچه، در ۳۵۰ کیلومتری تهران در جنگل‌های بکر روستای چورت در بخش چهاردانگه شهرستان ساری واقع در ۵۰ کیلومتری جنوب این شهر است. وسعت این دریاچه حدود ۲٫۵ هکتار است.
این دریاچه به دلیل نزدیکی به روستای چورت، دریاچه چورت ساری هم نامیده می‌شود.
دریاچه چورت ساری در ارتفاع ۱۰۳۴ متری از سطح دریا قرار گرفته‌است. چورت در فاصلهٔ ۸۰ کیلومتری از چشمه‌های باداب سورت ساری ۵۰ کیلومتری سد سلیمان تنگه و ۱۲۰ کیلومتری دریاچهٔ عباس‌آباد قرار گرفته‌است.
این دریاچه در سال ۱۳۱۸ خورشیدی بر اثر زمین‌لرزه و رانش زمین و در پی آن بسته شدن مسیر آب چشمه‌ای که در کنار دریاچه قرار دارد، به وجود آمده‌است. هنگام کاهش آب، پدیدار شدن باقی‌مانده درخت‌هایی که در محل پیدایش دریاچه بوده‌اند منظرهٔ ویژه‌ای را ایجاد می‌کند. این دریاچه در شکاف دره‌ای با شیب زیاد قرار گرفته و دور تا دور دریاچه را پوشش‌های جنگلی بکر و درختان قدیمی دربر گرفته‌است. شکل هندسی دریاچه به شکل بیضی کشیده بوده و ژرفای آن با توجه به میزان بارش‌های فصلی متغیر است. ماهی‌های موجود در دریاچه توسط افراد محلی به دریاچه انداخته شده‌است.
این دریاچه نیز مانند حوضچه‌سار پله‌ای باداب سورت ساری در بخش چهاردانگه قرار دارد.

صفحه اینستاگرامی روستای چورت CHORET_IR